# I-183
I-183 — підводний човен Імперського флоту Японії, який брав участь у бойових діях Другої світової війни.
Човен, який належав до типу KD7, спорудили у 1943 році на верфі Kawasaki в Кобе.
По завершенні І-183 включили для проведення тренувань до 11-ї ескадри підводних човнів. На початку жовтня 1943-го човен розпочав тренування у Внутрішньому Японському морі. 6 числа при відпрацюванні екстреного занурення не був закритий один з клапанів, що призвело до надходження води в машинне відділення. Попри термінове продування головної баластної цистерни кормова частина човна занурилась, тоді як носова піднялася над водою. Втім, вчасні дії одного з офіцерів, який перекрив люк до приміщень екіпажу, допомогли запобігти ускладненню ситуації. Більшість команди змогла полишити І-183 через носові торпедні апарати, проте 16 моряків, що залишились у кормовій частині, загинули (серед них був і той офіцер, дії якого врятували від затоплення весь човен). 7 жовтня за допомогою плавучого крана та команди водолазів І-183 повернули в нормальне положення.
Після проведення ремонту, який завершився у січні 1944-го, та нового циклу тренувань човен 31 березня полишив Японію та попрямував до архіпелагу Палау (важливий транспортний хаб та вузол оборони на заході Каролінських островів), який тільки-но став ціллю для потужного рейду ворожого авіаносного з'єднання. Таке завдання дістали одразу пів дюжини субмарин, проте саме І-183 невдовзі був вимушений повернутись через технічні проблеми та 6 квітня прибув до Куре.
Наприкінці квітня 1944-го І-183 включили до складу 22-ї дивізії підводних човнів, яка базувалась на атолі Трук у центральній частині Каролінських островів (тут ще до війни створили потужну базу японського ВМФ, яка втратила своє значення у лютому 1944-го, проте ще використовувалася для операцій підводного флоту). 28 квітня човен знову полишив Японію та попрямував до місця служби, маючи намір пройти повз Сайпан (Маріанські острови). Ввечері того ж дня на виході із протоки Бунго (відділяє острови Сікоку та Кюсю) І-183 помітили на радарі американського підводного човна «Погі», який почав переслідування у надводному положенні.
Невдовзі після опівночі 29 квітня в районі за сім десятків кілометрів від південного завершення Сікоку «Погі» зайняв позицію для залпу та випустив чотири торпеди, одна з яких уразила ціль. І-183 затонув менше ніж за хвилину, загинули всі 92 члени його екіпажу.